# Zbigniew Powada
Zbigniew Powada (ur. 23 lipca 1946 w Dębowcu, zm. 19 czerwca 2020 w Bielsku-Białej) – polski duchowny rzymskokatolicki, prałat, kapelan NSZZ „Solidarność”.

## Życiorys
Absolwent Wyższego Seminarium Duchownego Archidiecezji Krakowskiej, studia na którym łączył z pracą fizyczną w Zakładach Cukierniczych „Olza” w Cieszynie. Święcenia kapłańskie przyjął 30 marca 1972 roku w Katowicach. Następnie pracował jako wikariusz w parafiach: Najświętszego Serca Pana Jezusa w Jastrzębiu-Zdroju (1972–1975), św. Antoniego z Padwy w Rybniku (1975–1978) oraz Wszystkich Świętych i Matki Boskiej Różańcowej w Pszczynie (1978–1982). Od września 1982 roku pracował w parafii św. Mikołaja w Bielsku-Białej najpierw jako wikariusz, a w latach 1983–2016 – jako proboszcz. W okresie od 1983 do 2011 roku pełnił funkcję wicedziekana dekanatu Bielsko-Biała I. Od 1983 roku działał na rzecz represjonowanych przez reżim komunistyczny. W latach 1983–1988 współorganizował Biskupi Komitet Pomocy Uwięzionym i Internowanym w Bielsku-Białej, natomiast w 1984 roku zorganizował Duszpasterstwo Ludzi Pracy przy parafii św. Mikołaja, które prowadził aż do 2016 roku. W latach 80. XX wieku był rozpracowywany przez Wydział IV Komendy Wojewódzkiej Milicji Obywatelskiej w Bielsku-Białej (kryptonim „Katedra”).
Po zmianach ustrojowych pełnił funkcję kapelana bielskiego Klubu Inteligencji Katolickiej oraz podbeskidzkiej „Solidarności”. W 1998 roku otrzymał godność prałata. W latach 1992–2016 był członkiem Kolegium Konsultorów i Rady Kapłańskiej Diecezji Bielsko-Żywieckiej. Był również założycielem bielskiego Stowarzyszenia „Podbeskidzie Wspólna Pamięć” (2016). W 2005 roku otrzymał tytuł „Zasłużony dla Solidarności Podbeskidzia”.
Został pochowany na cmentarzu przy ul. Grunwaldzkiej w Bielsku-Białej.

## Ordery i odznaczenia
- Krzyż Komandorski Orderu Odrodzenia Polski (pośmiertnie, 19 czerwca 2020)[1]
- Krzyż Kawalerski Orderu Odrodzenia Polski (2009)
- Krzyż Wolności i Solidarności (2019)
- Medal 100-lecia Odzyskania Niepodległości (2020)